# Friedrich Justus August Schlegel
Friedrich Justus August Schlegel, später von Schlegel, (auch Just Friedrich August Schlegel; * 30. Mai 1769 in Jena; † 10. April 1828 in Sankt Petersburg) war ein deutscher Arzt.

## Leben
Schlegel war Sohn des Stadtschullehrers Johann Christoph Schlegel. Bei seinem Vater erhielt er, bis er 16 war, seine erste Ausbildung. Nachdem sein Vater überraschend verstorben war, ging er an das Weimarer Gymnasium. 1788 nahm er an der Universität Jena das Studium der Medizin und der Naturwissenschaft auf. Am 23. Mai 1792 wurde er unter Christian Gottfried Gruner mit der Dissertation De statu sano et morboso mammarum in gravidis et puerperis zum Dr. med. et chir. promoviert. Noch im selben Jahr kam er nach Sankt Petersburg. Dort bestand er das Examen am Collegium medicum.
Schlegel war zunächst Arzt in Sklow am Dniepr. Hier war er auch für einen General Soritsch und dessen Kadettenanstalt zuständig. 1800 ließ er sich in Moskau nieder. Dort genoss er als Arzt einen hervorragenden Ruf. 1804 wurde er zum kaiserlich russischen Hofrat ernannt und 1809 zum leitenden Arzt am Moskauer Findelhaus, dem eine Entbindungsanstalt und ein Hebammeninstitut angegliedert waren. Nachdem mehrere seiner Reformvorschläge keine Umsetzung fanden, legte er 1812 das Amt wieder nieder und widmete sich seiner privaten Praxis. Außerdem wurde er noch 1823 zum kaiserlich russischen Collegienrat ernannt.
Schlegel verlor bei der Besetzung Moskaus durch die Franzosen im Russlandfeldzug 1812 sein ganzes privates Vermögen. Er ging deshalb nach Wladimir, kehrte dann nochmal nach Moskau zurück, bevor er in Twer eine Anstellung erhielt. Zuletzt ließ er sich, zum kaiserlichen Staatsrat ernannt, in Sankt Petersburg nieder. Wann er nobilitiert wurde, ist nicht weiter bekannt.

## Werke (Auswahl)
- De statu sano et morboso mammarum in gravidis et puerperis, 1792.
- Fragmente über den Nutzen lauwarmer Bäder im Weichselzopf, 1800.
- Glücklicher Versuch mit dem Treisamkraut als antisyphilitischem Mittel 1803.
- Ueber die Ursache des Weichselzopfes bei Menschen und Thieren, die Mittel denselben zu heilen, in kurzer Zeit auszurotten u. s. w., 1804.
- Erinnerung an den äußeren Gebrauch der Cochlearia armoracia, 1804.